# Violences par arme à feu aux États-Unis

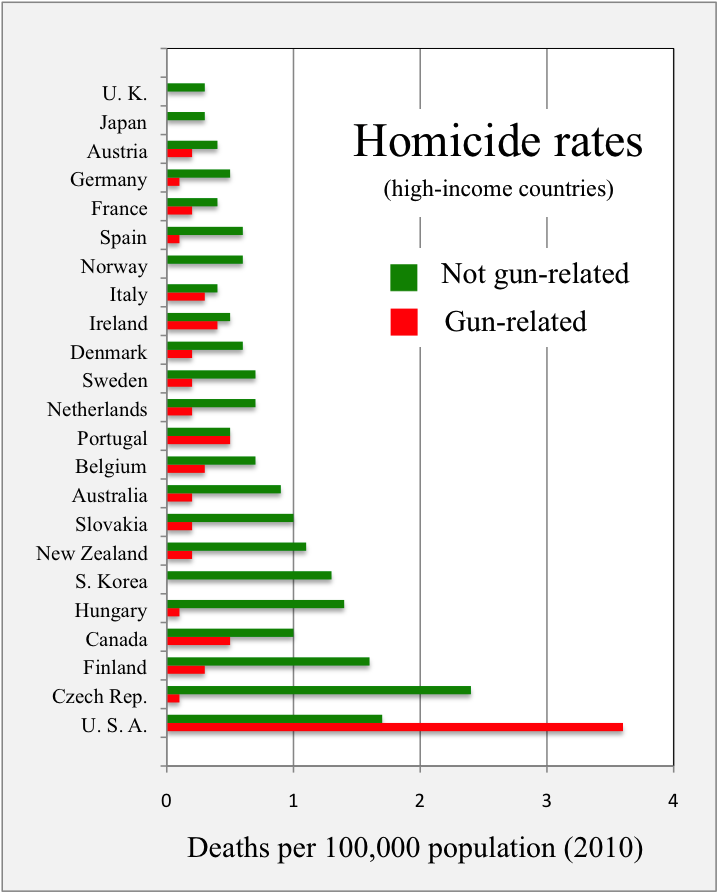
Comparaison des taux d'homicides par arme à feu (barres rouges) et sans arme à feu (barres vertes) dans les pays à hauts-revenus de l'OCDE pour l'année 2010 (les pays sont classés selon leur nombre total d'homicides). Les États-Unis sont le pays le plus touché par les meurtres avec armes à feu.

Evolution temporelle du nombre de suicides par arme à feu (en bleu), et du nombre d'homicides par arme à feu (en rouge) ; aux États-Unis, de 1999 à 2017,

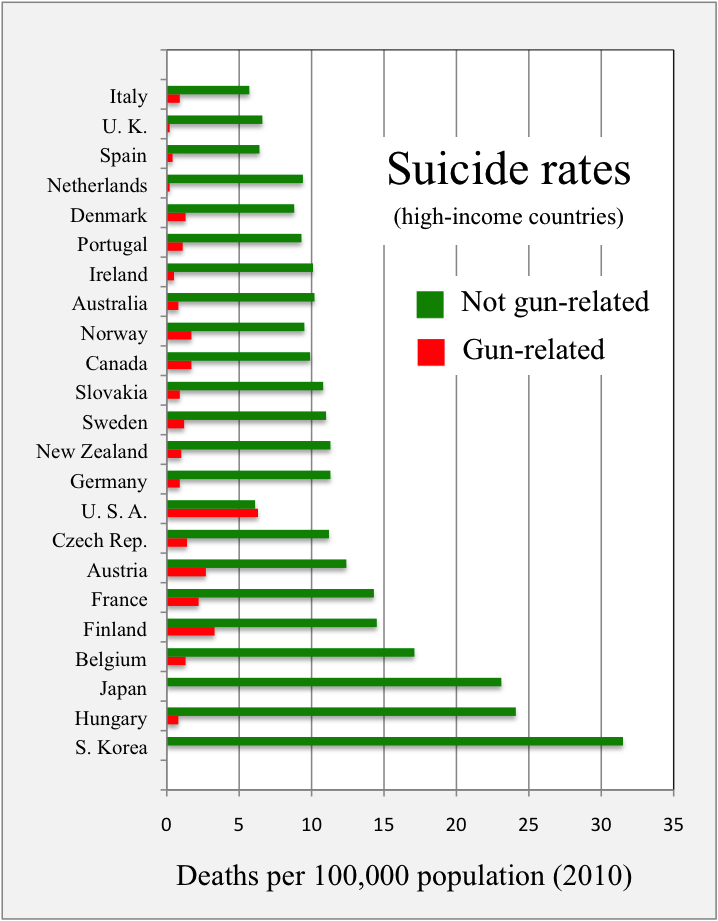
Comparaison du taux de suicide par arme à feu avec le taux de suicide sans arme à feu dans les pays riches de l'OCDE, pour 2010 (les pays sont classés selon leur taux de suicides). On constate que les États-Unis sont dans l'OCDE le pays où le taux de suicide avec arme à feu dépasse le taux de suicide sans arme à feu

Les violences par arme à feu aux États-Unis sont la cause de plusieurs milliers de morts et blessés chaque année aux États-Unis d'Amérique.
Par rapport aux 22 autres nations à hauts revenus, le taux de meurtres liés aux armes à feu aux États-Unis est 25 fois plus élevé que la moyenne ; c'est le pays le plus touché par ce phénomène en matière de morts par arme à feu en temps de paix et en termes de tueries d'enfants en milieu scolaire.
Bien que le pays compte la moitié de la population des 22 autres nations réunies, les États-Unis totalisent 82 % de tous les décès liés aux pistolets et 90 % des femmes, 91 % des enfants de moins de 14 ans et 92 % des jeunes entre 15 et 24 ans tués avec des armes à feu.
Il faut toutefois relativiser : les pays où le nombre annuel moyen d'homicides par arme à feu, relativement à la population, est le plus élevé, sont : le Honduras (56 homicides pour 100 000 habitants), le Salvador (42/100 000) et la Jamaïque (39/100 000). Ces valeurs sont à comparer au taux de 3/100 000 aux États-Unis, 2/100 000 en Russie, 0.4/100 000 en Finlande et 0.2/100 000 en France.
La propriété et le contrôle des armes à feu comptent parmi les sujets les plus largement débattus aux États-Unis, où le lobby des armes, représenté entre autres par la NRA (National Rifle Association of America) monopolise et oriente depuis longtemps les débats. 
Malgré de nombreuses preuves apportées hors des États-Unis sur les liens entre la qualité de la législation sur les armes d'un pays et les violences par arme à feu dans ce pays, malgré l'exemple récent[évasif] et démonstratif de l'Australie qui a spectaculairement et rapidement fait chuter son taux de mortalité par arme à feu simplement en contrôlant mieux l'accès aux armes,, ou avant cela en Suisse,, le législateur américain continue majoritairement à soutenir ce marché dans le pays.
Il existe cependant des statistiques qui donnent à réfléchir : aux États-Unis où les armes sont les plus nombreuses et au Brésil ou le nombre d'homicide par arme à feu est le plus élevé :
- Aux États-Unis, le nombre d'armes à feu serait d'environ 90 pour 100 habitants, soit un total voisin de 292 millions d'armes, le nombre d'homicides est annuellement de 9 200 environ[16].
- Au Brésil, où le nombre d'homicides par arme à feu est d'environ 36000[précision nécessaire][16], le nombre d'armes à feu pour 100 habitants serait d'environ 8.

Après 20 ans d'interruption, les États-Unis vont à nouveau financer la recherche sur la violence armée.

## Chiffres et statistiques
En 2010, 67 % de tous les homicides commis aux États-Unis ont été commis par une arme à feu. En 2012, il y avait 8 855 homicides commis à l'arme à feu aux États-Unis, 6 371 d'entre eux attribués à l'arme de poing. Aux États-Unis en 2012, 64 % des décès liés aux armes à feu étaient des suicides. En 2010, il y avait 19 392 suicides et 11 078 homicides liés aux armes à feu aux États-Unis. En 2010, 358 meurtres impliquant un fusil et 6 009 mettant en cause une arme de poing ont été signalés; 1 939 autres ont été reportés avec un autre type d'arme à feu non-spécifié.
En 2013, il y a eu 73 505 blessures non mortelles, soit 23.2 blessures par 100 000 citoyens des États-Unis, et 33 636 décès dus à des armes à feu (10.6 décès par 100 000 citoyens des États-Unis). Parmi ces décès, on comptait 11 208 homicides, 21 175 suicides, 505 décès dus à un accident ou à une négligence et 281 décès dus à une utilisation des armes à feu « sans intention déterminée ». Des 2 596 993 décès aux États-Unis en 2013, 1,3 % étaient liés aux armes à feu.
En 2015, des armes à feu ont causé la mort de 13 286 personnes aux États-Unis (sans tenir compte des suicides). Environ 1,4 million de personnes ont été tuées par arme à feu aux États-Unis entre 1968 et 2011, nombre équivalant à celui de la population de la dixième ville la plus peuplée des États-Unis en 2016, se situant entre ceux des populations de San Antonio et de Dallas, au Texas.
Les jeunes et les enfants sont particulièrement touchés : en 2017, les blessures par balles sont la troisième cause de mortalité chez les enfants aux États-Unis ; 25 mineurs y meurent chaque semaine par balle et 91 % des enfants tués dans les pays à haut revenus par des armes à feu le sont dans ce pays,.

## Coûts économiques
En 2010, la violence par arme à feu a coûté environ 516 millions de dollars aux contribuables américains, rien que pour les frais d'hospitalisation des victimes.

## Aspects sociologiques
La violence par arme à feu est la plus courante dans les zones urbaines pauvres et densément peuplées, fréquemment associée aux violences commises par des bandes criminelles, souvent composées de jeunes adultes de sexe masculin et parfois d’adolescents,
Les fusillades de masse sont davantage relayées par les médias, mais ne représentent qu'une petite fraction des décès liés aux pistolets aux États-Unis et leur fréquence a diminué de façon constante entre 1994 et 2007, avant d'augmenter entre 2007 et 2013,.

## Tentatives de légiférer et débats
Des législations au niveau fédéral, étatique et local ont tenté de remédier à la violence par arme à feu par des méthodes variées, comprenant la restriction de l'achat d'armes à feu par les jeunes et les individus dits à risque, l'imposition de périodes d'attente pour l'achat d'armes à feu, l'établissement de programmes de rachat des pistolets, des stratégies de lois de mise en vigueur et de maintien de l'ordre, un durcissement des sanctions pour les contrevenant aux lois régulant les armes à feu, des programmes d'éducation pour parents et enfants, et des programmes de sensibilisation de la communauté.
En 2017, la NRA continue à arguer que l'arme à feu doit être librement disponible car étant le meilleur moyen de pouvoir se défendre, mais les statistiques de Gun Violence archive pour 2017, telles que consultées le 19 novembre 2017, montrent qu’aux États-Unis 1 797 personnes avaient déjà été tuées dans l’année par une personne en train de se défendre au moyen d’une arme à feu. C’était en réalité à peine plus que les morts par coup de feu accidentel (1 772 tués)... alors que dans le même temps 2 881 adolescents de 12 à 17 ans, 655 jeunes enfants (de 0 à 11 ans), 321 victimes de tueries de masse, 273 policiers, 1 828 personnes lors d’arrestation ou de contrôle par la police, 2 193 personnes dans leur foyer avaient aussi été tués par balles dans le pays. Les hommes noirs sont généralement surreprésentés parmi les victimes et les villes et quartiers pauvres sont les plus touchées par cette « épidémie ».
L'année 2018 semble être un point de basculement sur la question, avec un retournement sensible de l'opinion publique perçu lors de la Marche pour nos vies[réf. nécessaire].
Après qu'une nouvelle fusillade « scolaire » a, le 27 mars 2023, fait trois morts à Nashville (fusillade de l'école Covenant), un élu de l'État, Justin Pearson, aux côtés de Gloria Johnson et de Justin Jones, participe à une manifestation pacifique demandant un durcissement de la législation du Tenessee sur le contrôle des armes à feu. Pearson, Johnson et Jones sont alors présentés sous le surnom des « trois du Tenessee » (« The Tennessee Three »). La chambre des représentants du Tennessee prend la décision (via un vote) d'expulser ces trois élus. Les deux élus noirs sont expulsés, mais Johnson (blanche et âgée de 60 ans). Pearson dénonce l'influence du lobby des armes, obtient le soutien de Kamala Harris et de président Biden selon qui « Punir les législateurs qui ont rejoint des milliers de manifestants pacifiques appelant à l'action » est « choquant, antidémocratique et sans précédent ». Finalement, six jours après son expulsion, Pearson est réintégré à la suite d'un vote unanime du conseil des commissaires du comté de Shelby.

## État de la recherche portant sur les violences par arme à feu

### Lacunes et freins pour la recherche depuis 1996
De 1996 à 2019, « l'amendement Dickey » a interdit aux Centres pour le contrôle et la prévention des maladies (CDC) d'utiliser des fonds « pour préconiser ou promouvoir le contrôle des armes à feu », texte « largement interprété comme interdisant le financement de la recherche sur la violence armée » dans le pays, les sociologues et d'autres chercheurs, en santé publique notamment, soulignent et déplorent la quasi-impossibilité d’accéder aux subventions fédérales de recherche pour les projets d’étude sur les armes à feu. Ils soulignent aussi le manque de statistiques fédérales sur les armes à feu, qui est un autre obstacle considérable à la recherche scientifique sur les causes et effets de la violence armée qui affecte particulièrement les États-Unis. Malgré l'inquiétude généralisée sur les conséquences de la violence par arme à feu sur la santé publique, et les médiatisations périodiques de massacres par arme à feu, de collégiens et lycéens notamment, le Congrès a constamment interdit aux CDC d'effectuer ou soutenir toute recherche plaidant en faveur du contrôle des armes à feu. Les CDC ont interprété cette interdiction comme s’étendant aussi à toute recherche sur la prévention de la violence par arme à feu, et par conséquent n'a pas financé de recherches dans ce domaine depuis 1996.
En 2017, l'École de santé publique de l'université de Boston a mis en place une base de données sur les lois des États concernant les armes à feu.

En 2018 des chercheurs de l'ONG RAND Corporation (Arlington, Virginie) ont publié une méta-analyse de plusieurs milliers d'études sur les armes, accompagnée par une base de données et une enquête sur les « experts en politique sur les armes » qui a demandé 2 ans de travail (et 1 million de dollars).
Cette méta-analyse basée sur un corpus scientifique encore plus large que les précédentes a confirmé le manque de connaissances sur la façon dont les lois et les politiques sur les armes à feu affectent la violence armée. Cette lacune laisse le législateur américain et les administrations, face au lobby des armes à feu, sans faits ni arguments précis concernant l'un des sujets les plus controversées de la politique américaine : le libre accès aux armes à feu. Seules 62 de ces études ont cherché à mesurer les effets des législations sur les armes à feu en termes de réduction des crimes violents, de suicide et de morts accidentelles par arme à feu. Ces études ont principalement porté sur la protection des enfants et les liens entre l’accès à une arme à feu et le risque de suicide (et elles concluent que les lois empêchant l'accès des enfants aux armes à feu réduisent effectivement et très significativement les suicides, les blessures accidentelles et les décès chez les jeunes et les « homicides domestiques »).
Ce travail fait partie d'une initiative plus vaste (dite « Gun Policy in America »), incluant la mise à disposition pour tous d'une base de données sur les législations sur les armes à feu.

### Vers un retour du financement de la recherche américaine sur la violence armée?
Alors que les dernières statistiques disponibles (celles du CDC pour 2017) indiquaient 39 773 tués ou blessés par balle, rien qu'en 2017 aux États-Unis ; fin 2018, le projet de loi de dépenses (tel que présenté le 16 décembre) prévoyait 25 millions de dollars pour relancer le financement de telles études (la moitié des 50 millions proposés par les démocrates à la Chambre des représentants). Cet investissement serait à répartir entre les CDC et les National Institutes of Health (NIH). De nombreux observateurs pensaient que la Chambre des représentants et le Sénat allaient approuver ce projet (qui doit ensuite obtenir la signature de Donald Trump).
En 2018, le Congrès avait déjà expliqué que l'interdiction des dollars fédéraux pour le «plaidoyer» ou la promotion du contrôle des armes à feu ne devrait pas être compris comme interdisant toute recherche sur le sujet, mais le législateur n'avait pas prévu de budgets ad hoc.
Selon Garen Wintemute (directeur du Programme de recherche sur la prévention de la violence à l'université de Californie), Mark Rosenberg (président émérite du Groupe de travail à but non lucratif pour la santé mondiale, basé à Atlanta (Géorgie), et directeur fondateur du National Center for Injury Prevention and Control (NCIPC) des CDC) qui réclament un retour de la recherche sur le sujet, ou encore selon David Studdert, expert en droit de la santé (Stanford Law School de Californie), « c'est un bon début », appuyé par des fonds significatifs, mais cela reste insuffisant car faute de financements depuis plus de 20 ans, le pays a «perdu plusieurs générations de chercheurs dans ce domaine», et il va falloir un certain temps pour construire ces compétence ; la recherche a donc aussi besoin d'un soutien fort et dans la durée. De plus en 2019, le législateur demande encore aux directeurs des CDC et des NIH de prouver que toutes les subventions qu'ils accorderont «soutiennent des projets de recherche idéologiquement et politiquement impartiaux». Un immense travail les attend, note Andrew Morral (comportementaliste à la RAND Corporation d'Arlington (Virginie) qui dirige le National Collaborative on Gun Violence Research, ONG philanthropique finançant la recherche sur le sujet. « D'où viennent les armes illégales? Les différentes lois des États sont-elles efficaces? Les programmes en cours d'élaboration pour lutter contre le suicide par arme à feu sont-ils efficaces? Il y a tellement de questions pour lesquelles nous n'avons pas de réponses ». Ce financement reste « une goutte d'eau » par rapport à ce que des maladies ou d'autres causes de mortalité comparables reçoivent pour la recherche, note Katherine Phillips (directrice des affaires fédérales du groupe de sécurité des armes à feu mis en place à Washington DC par Gabrielle Giffords, ex membre du Congrès qui plaide pour une législation plus sûres sur les armes à feu après s'être fait tirer dessus en 2011).